# Mistrzostwa Świata w Lekkoatletyce 2017 – sztafeta 4 × 400 m mężczyzn
Sztafeta 4 × 400 metrów mężczyzn – jedna z konkurencji biegowych drużynowych rozegranych podczas lekkoatletycznych mistrzostw świata na Stadionie Olimpijskim w Londynie.

## Terminarz
| Data        | Godzina |            |
| ----------- | ------- | ---------- |
| 12 sierpnia | 11:50   | Eliminacje |
| 13 sierpnia | 21:15   | Finał      |

## Rekordy
Tabela prezentuje rekord świata, rekordy poszczególnych kontynentów, mistrzostw świata, a także najlepszy rezultat na świecie w sezonie 2017 przed rozpoczęciem mistrzostw.
|                            | Zawodnik                                                                                   | Wynik   | Miejsce     | Data                  |
| -------------------------- | ------------------------------------------------------------------------------------------ | ------- | ----------- | --------------------- |
| Rekord świata              | Stany Zjednoczone · (Andrew Valmon, Quincy Watts, Harry Reynolds, Michael Johnson)         | 2:54,29 | Stuttgart   | 22 sierpnia 1993(dts) |
| Rekord mistrzostw świata   | Stany Zjednoczone · (Andrew Valmon, Quincy Watts, Harry Reynolds, Michael Johnson)         | 2:54,29 | Stuttgart   | 22 sierpnia 1993(dts) |
| Listy światowe             | Texas A&M University (Richard Rose, My'Lik Kerley, Robert Grant, Fred Kerley)              | 2:59,95 | Eugene      | 3 maja 2017(dts)      |
| Rekord Afryki              | Nigeria · (Clement Chukwu, Jude Monye, Sunday Bada, Enefiok Udo-Obong)                     | 2:58,68 | Sydney      | 30 września 2000(dts) |
| Rekord Azji                | Japonia · (Shunji Karube, Kōji Itō, Jun Osakada, Shigekazu Omori)                          | 3:00,76 | Atlanta     | 3 sierpnia 1996(dts)  |
| Rekord Ameryki Północnej   | Stany Zjednoczone · (Andrew Valmon, Quincy Watts, Butch Reynolds, Michael Johnson)         | 2:54,29 | Stuttgart   | 22 sierpnia 1993(dts) |
| Rekord Ameryki Południowej | Brazylia · (Eronilde de Araújo, Cleverson da Silva, Claudinei da Silva, Sanderlei Parrela) | 2:58,56 | Winnipeg    | 30 lipca 1999(dts)    |
| Rekord Europy              | Wielka Brytania · (Iwan Thomas, Mark Richardson, Jamie Baulch, Roger Black)                | 2:56,60 | Atlanta     | 3 sierpnia 1996(dts)  |
| Rekord Australii i Oceanii | Australia · (Bruce Frayne, Gary Minihan, Rick Mitchell, Darren Clark)                      | 2:59,70 | Los Angeles | 11 sierpnia 1984(dts) |

## Minima kwalifikacyjne
Aby zakwalifikować się do mistrzostw, należało znaleźć się w ósemce najlepszych sztafet zawodów 2017 roku lub ośmiu najlepszych sztafet na światowych listach według rankingu czasów (zaliczano wyniki uzyskane w okresie od 1 stycznia 2015 do 23 lipca 2017).

## Rezultaty

### Eliminacje
Awans: Pierwsze trzy reprezentacje z każdego biegu (Q) + dwie z najlepszymi czasami (q).
| Pozycja | Bieg | Tor | Państwo           | Zawodnicy                                                           | Czas    | Uwagi |
| ------- | ---- | --- | ----------------- | ------------------------------------------------------------------- | ------- | ----- |
| 1       | 2    | 9   | Stany Zjednoczone | Wil London, Bryshon Nellum, Michael Cherry, Tony McQuay             | 2:59,23 | Q,    |
| 2       | 2    | 8   | Trynidad i Tobago | Renny Quow, Jereem Richards, Machel Cedenio, Lalonde Gordon         | 2:59,35 | Q,    |
| 3       | 2    | 3   | Belgia            | Dylan Borlée, Jonathan Borlée, Robin Vanderbemden, Kévin Borlée     | 2:59,47 | Q,    |
| 4       | 2    | 6   | Wielka Brytania   | Rabah Yousif, Dwayne Cowan, Jack Green, Martyn Rooney               | 3:00,10 | q,    |
| 5       | 2    | 4   | Francja           | Ludvy Vaillant, Thomas Jordier, Mamoudou Hanne, Teddy Atine-Venel   | 3:00,93 | q,    |
| 6       | 1    | 9   | Hiszpania         | Óscar Husillos, Lucas Búa, Darwin Echeverry, Samuel García          | 3:01,72 | Q,    |
| 7       | 1    | 7   | Polska            | Kajetan Duszyński, Łukasz Krawczuk, Tymoteusz Zimny, Rafał Omelko   | 3:01,78 | Q,    |
| 8       | 1    | 5   | Kuba              | William Collazo, Adrian Chacón, Leandro Zamora, Yoandys Lescay      | 3:01,88 | Q,    |
| 9       | 1    | 8   | Jamajka           | Peter Matthews, Steven Gayle, Jamari Rose, Rusheen McDonald         | 3:01,98 | SB    |
| 10      | 1    | 3   | Indie             | Kunhu Muhammed, Amoj Jacob, Mohammad Anas, Arokia Rajiv             | 3:02,80 | SB    |
| 11      | 1    | 4   | Bahamy            | Alonzo Russell, Michael Mathieu, O’Jay Ferguson, Ramon Miller       | 3:03,04 | SB    |
| 12      | 1    | 2   | Kolumbia          | Jhon Alexander Solís, Diego Palomeque, Yilmar Herrera, Jhon Perlaza | 3:03,68 | SB    |
| 13      | 2    | 5   | Brazylia          | Lucas Carvalho, Alexander Russo, Anderson Henriques, Hugo de Sousa  | 3:04,02 | SB    |
| 14      | 2    | 7   | Botswana          | Onkabetse Nkobolo, Baboloki Thebe, Nijel Amos, Karabo Sibanda       | 3:06,50 |       |
| 15      | 2    | 2   | Japonia           | Kentaro Sato, Yūzō Kanemaru, Kazushi Kimura, Kosuke Horii           | 3:07,29 |       |
| 16      | 1    | 6   | Turcja            | Ahmet Kasap, Batuhan Altıntaş, Mahsum Korkmaz, Yavuz Can            | 3:15,45 |       |

### Finał
| Pozycja | Tor | Państwo           | Zawodnicy                                                          | Czas    | Uwagi |
| ------- | --- | ----------------- | ------------------------------------------------------------------ | ------- | ----- |
| 01 !    | 7   | Trynidad i Tobago | Jarrin Solomon, Jereem Richards, Machel Cedenio, Lalonde Gordon    | 2:58,12 | ,     |
| 02 !    | 4   | Stany Zjednoczone | Wil London, Gil Roberts, Michael Cherry, Fred Kerley               | 2:58,61 | SB    |
| 03 !    | 3   | Wielka Brytania   | Matthew Hudson-Smith, Rabah Yousif, Dwayne Cowan, Martyn Rooney    | 2:59,00 | SB    |
| 4       | 9   | Belgia            | Robin Vanderbemden, Jonathan Borlée, Dylan Borlée, Kévin Borlée    | 3:00,04 |       |
| 5       | 6   | Hiszpania         | Óscar Husillos, Lucas Búa, Darwin Echeverry, Samuel García         | 3:00,65 | NR    |
| 6       | 8   | Kuba              | William Collazo, Adrian Chacón, Osmaidel Pellicier, Yoandys Lescay | 3:01,10 | SB    |
| 7       | 5   | Polska            | Kajetan Duszyński, Rafał Omelko, Łukasz Krawczuk, Tymoteusz Zimny  | 3:01,59 | SB    |
| 8       | 2   | Francja           | Ludvy Vaillant, Thomas Jordier, Mamoudou Hanne, Teddy Atine-Venel  | 3:01,79 |       |